# Marion (Iowa)
Marion – miasto w Stanach Zjednoczonych, w stanie Iowa, w hrabstwie Linn. Zgodnie ze spisem statystycznym z 2007 roku, miasto liczyło 32 172 mieszkańców.